# Motivation Radio
 (octobre 2012).
Si vous disposez d'ouvrages ou d'articles de référence ou si vous connaissez des sites web de qualité traitant du thème abordé ici, merci de compléter l'article en donnant les références utiles à sa vérifiabilité et en les liant à la section « Notes et références ».
Albums de Steve Hillage
L
(1976) Green
(1978)
Motivation Radio est le 3e album solo de Steve Hillage. Il a été enregistré en Californie, et a été produit par Malcolm Cecil, du groupe  Tonto's Expanding Head Band.  TONTO, un grand synthétiseur polyphonique qui a été utilisé sur ce disque.
La pochette montre Hillage sur une plage, avec un grand télescope derrière dans la baie. Ce télescope est le "Parkes radio telescope" dans le New South Wales en Australie.
Ce disque se différencie des 2 précédents par des morceaux plus courts, plus proches du format radio.
Il n'y a qu'une seule reprise, c'est Not Fade Away de Buddy Holly.
Les enregistrements de Guitare Glissando ont été faits le 7 juillet 1977 (7/7/77) dans une intention mystique.

## Classement
Le vinyle entre dans les classements le 22 octobre 1977, il reste 5 semaines et monte à la 28e place.

## Liste des titres
Toutes les paroles ont été écrites par Steve Hillage et Miquette Giraudy, sauf Not Fade Away (Glid Forever), écrites par Norman Petty et Glen Hardin. Toute la musique a été composée par Steve Hillage.

### Face 1
1. Hello Dawn - 2:48
2. Motivation - 4:07
3. Light in the Sky - 4:12
4. Radio - 6:13

### Face 2
1. Wait One Moment - 3:25
2. Saucer Surfing - 4:28
3. Searching for the Spark - 5:38
4. Octave Doctors - 3:38
5. Not Fade Away (Glid Forever) - 4:00

## Musiciens
- Steve Hillage – guitare électrique, synthétiseurs, chant
- Reggie McBride – basse
- Malcolm Cecil – synthétiseurs
- Miquette Giraudy – synthétiseurs
- Joe Blocker – batterie

- Enregistré en Juillet 1977 au Record Plant, T.O.N.T.O. et Westlake Audio à Los Angeles, CA.
- Produit par Malcolm Cecil